# Autostrada Hope
L'autostrada Hope (Hope Highway in inglese) è una strada statale, denominata "Forest Route 14", che collega la città di Hope con la cittadina di Seward nella penisola di Kenai, da un lato, e dall'altro con la città di Anchorage in Alaska. In entrambi i lati s'innesta nell'autostrada Seward (porzione meridionale della Alaska Route 1).

## Percorso della strada
La strada, che si trova nel borough della Penisola di Kenai, inizia con il bivio sulla autostrada Seward al chilometro 89,6 (miglio 55,7 da Seward) nei pressi della miniera "Bruhn-Ray" (60°46′47″N 149°26′01″W). Percorre verso nord lungo la valle scavata dal Sixmile Creek. Alla foce del fiume sulla baia di Turnagain (Turnagain Arm), sotto le pareti del monte Bradley (Bradley Peak) e più est del monte Alpenglow alto 1337 metri (Mount Alpenglow), la strada in località Sunrise cambia direzione (verso ovest) e percorre la costa meridionale della baia fino alla cittadina di Hope attraversando il Resurrection Creek. In realtà la strada prosegue per circa altri 2,5 chilometri fino al "campeggio Porcupine" (Porcupine Campground).

## Turismo
Tutto il percorso della strada è all'interno della parte occidentale della Foresta nazionale di Chugach (Chugach National Forest), un'area forestale protetta con molte aree ricreative per i turisti. Lungo la strada è visibile il fiume Sixmile, famoso per i percorsi in kayak (i primi due canaloni sono classificati di IV grado, mentre il terzo, più difficile, è di V grado), mentre nella parte finale si possono ammirare splendidi panorami sulla baia di Turnagain con i monti Chugach (Chugach Mountains).

## Images

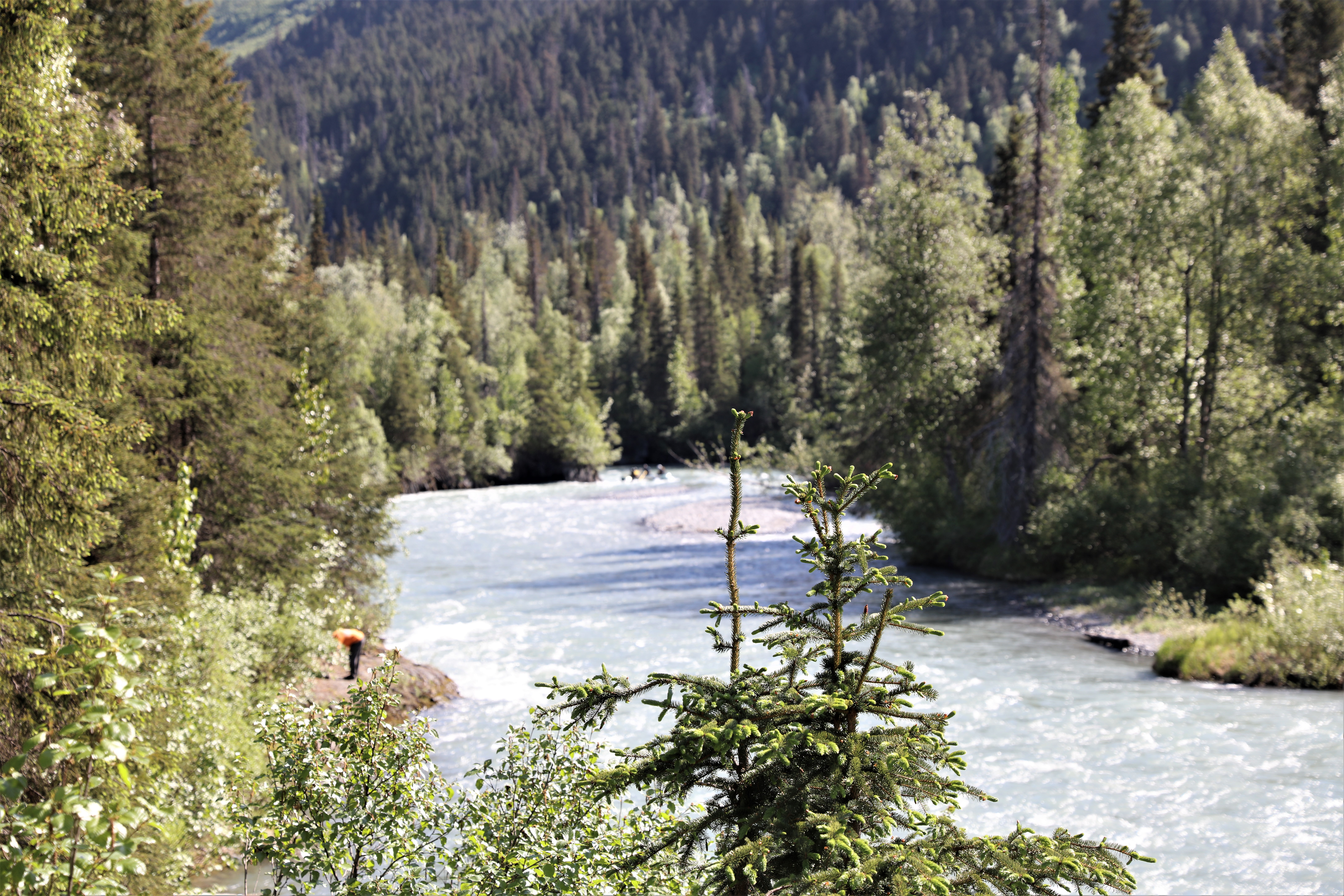
Il Sixmile Creek lungo la strada
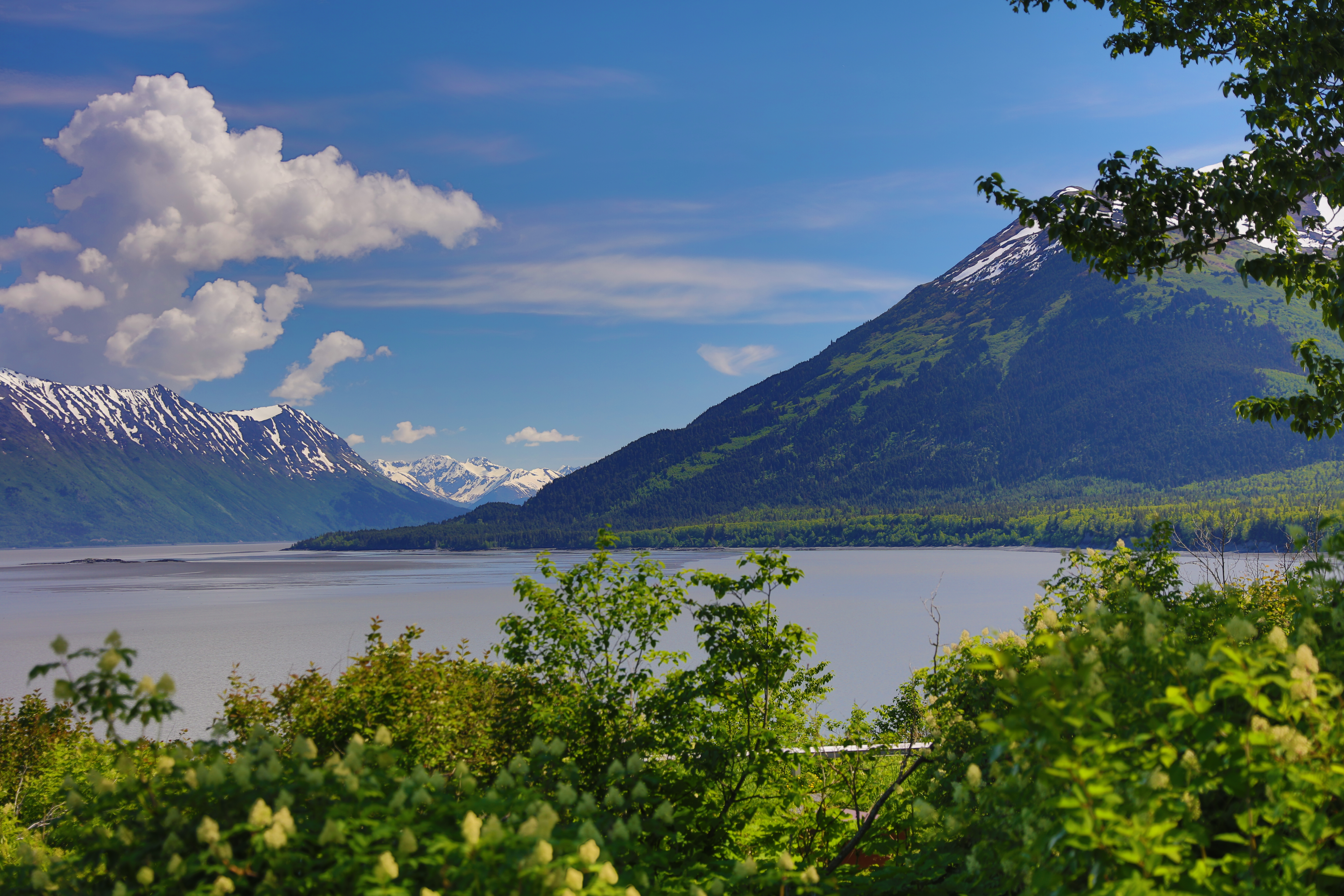
La baia di Turnagain vista dalla strada
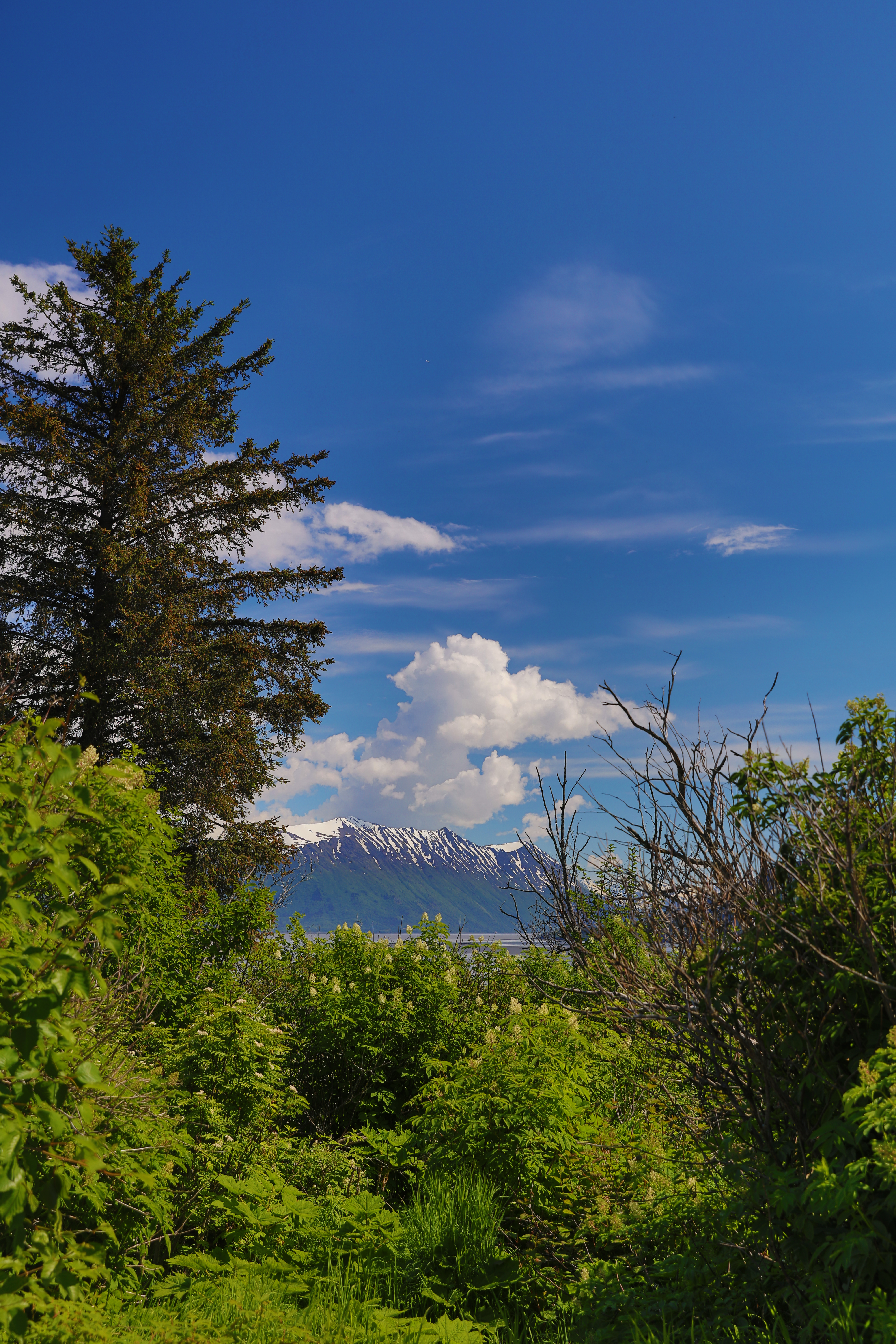
In lontananza i Monti Chugach
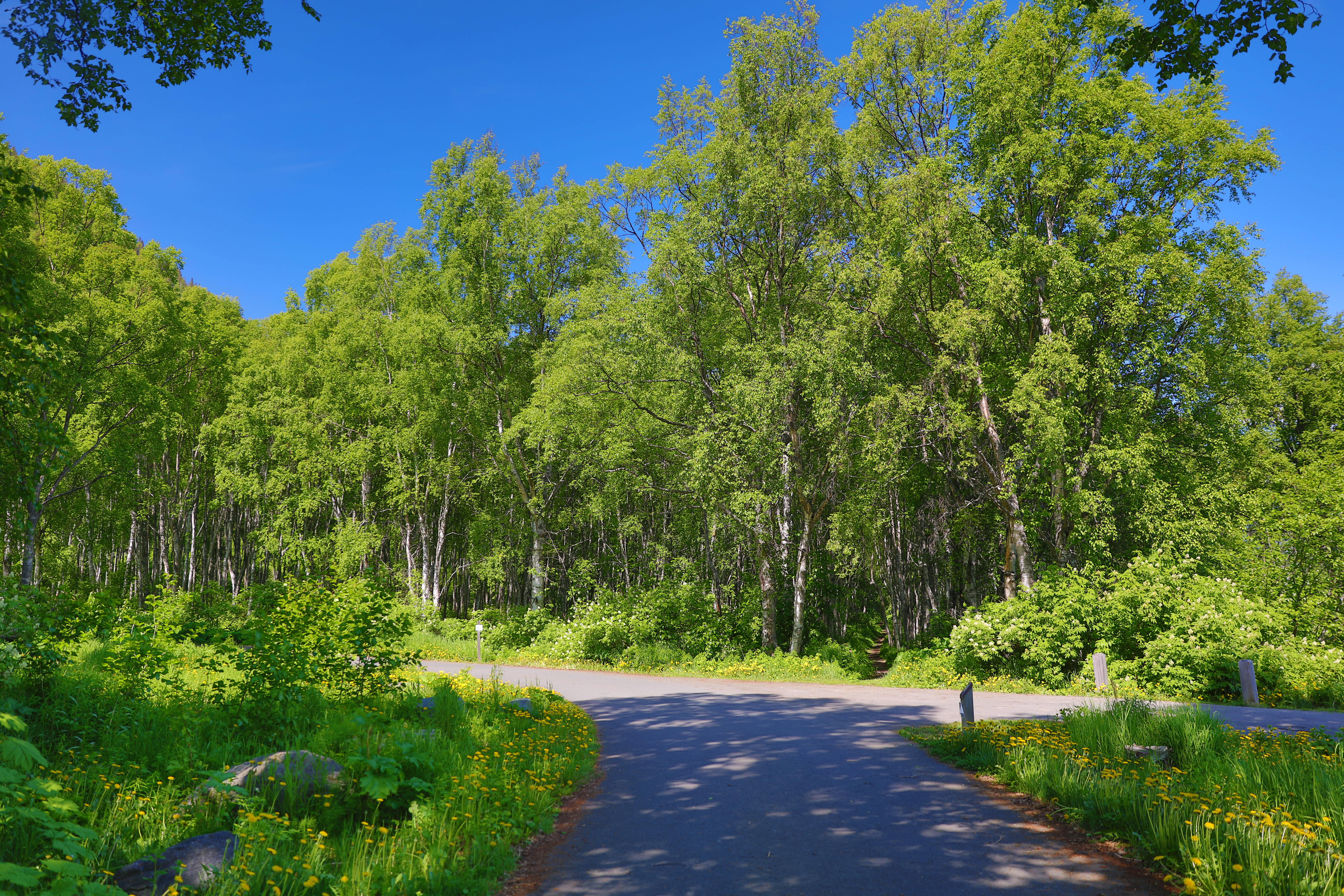
Il campeggio Porcupine alla fine della strada
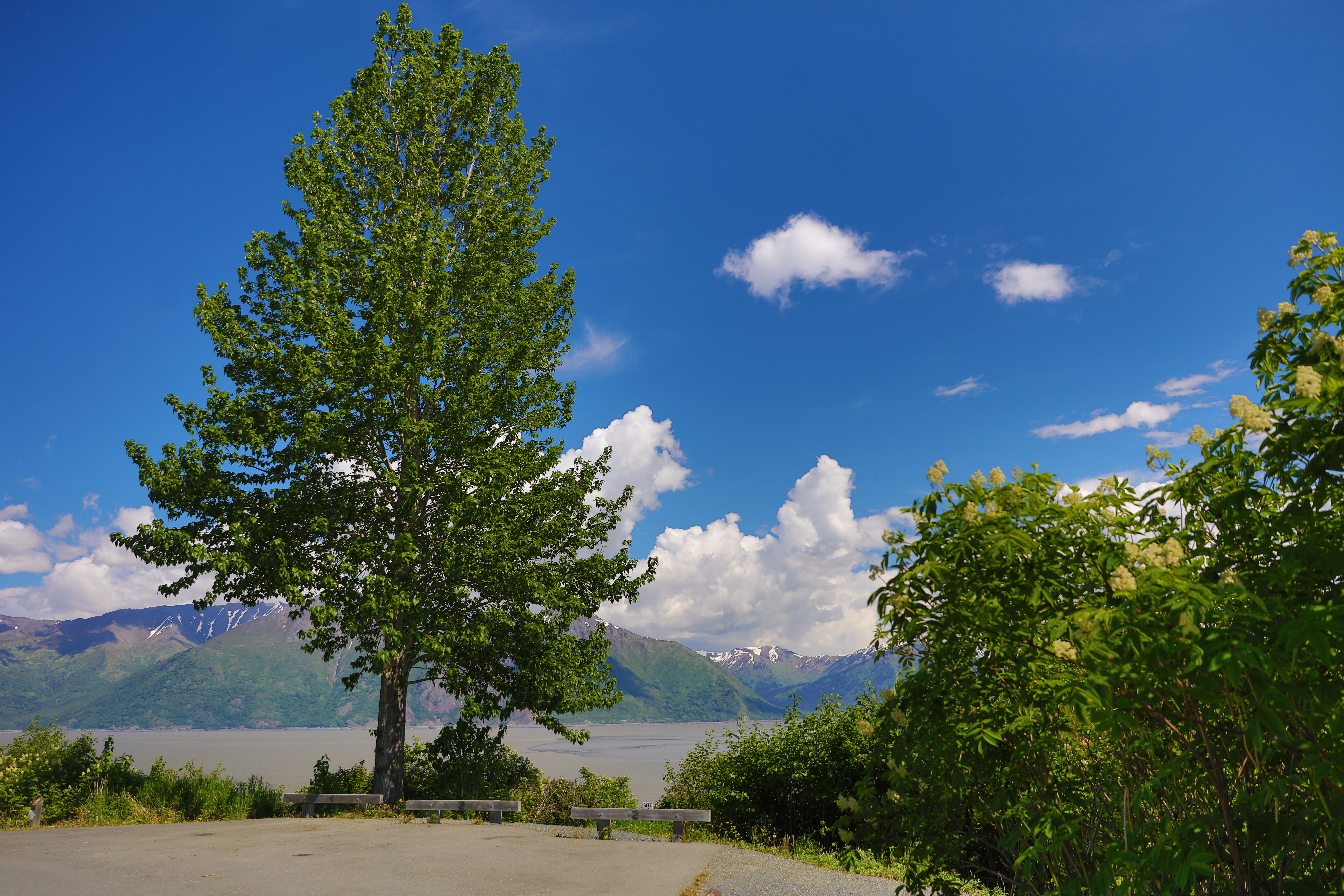
La fine della strada